# Der schwarze Obelisk (2020)
Der schwarze Obelisk. Betrachtungen eines Romans von Erich Maria Remarque ist ein deutscher Dokumentarfilm (Doku-Schauspiel) von Mark Brian Mathew. Der Film hatte am 1. März 2020 in Osnabrück, der Geburtsstadt Remarques, Premiere.

## Handlung
Die Filmszenen werden mit Originaltexten aus dem Roman unterlegt. Die Auswahl der Szenen und ihre Dialoge verdeutlichen das kleinbürgerliche Milieu, in dem der Roman spielt. Ergänzt werden die kurzen Szenen mit originalen Fotos aus der Zeit, die den Alltag der Menschen im Hyperinflationsjahr 1923 zeigen. Mit der Rolle des Ich-Erzählers Ludwig Bodmer, der aus den 1950er Jahren einen literarischen Rückblick auf seine verspätete Jugend wirft, hält sich das Drehbuch an die Romanvorlage. Es vertieft jedoch die damalige Notzeit und die politische Krisenzeit der sich neu formierenden Weimarer Republik mit der Figur des Straßenjungen Paul Ehrlich.
Auch die Figur des Schriftstellers Remarque, der das Publikum durch die unterschiedlichen Zeitebenen führt, und die Szenen aus dem Privatleben der 1950er Jahre sind Erweiterungen des Drehbuchautors Mark B. Mathew. Zusammen mit den sachlichen Kommentaren von Thomas Schneider und Claudia Junk vom Erich Maria Remarque-Friedenszentrum, von Lioba Meyer, Erich Maria Remarque-Gesellschaft und Heiko Schulze, Sprecher der Initiative Gedenkstein für Elfriede Scholz, ermöglichen die Ergänzungen neue bzw. vertiefende Interpretationen des Romans. Anders als der 1988 produzierte Fernsehfilm eröffnet der Film von 2020 neue Perspektiven, sowohl auf den Roman als auch auf den Schriftsteller selbst.

## Hintergrund
Finanziell unterstützt von der Stadt Osnabrück wurde der Film von fast 400 Filmenthusiasten selbst finanziert; das gesamte Filmteam spielte in seiner Freizeit und ohne Gage, insofern ist das Produkt ein ‚No-Budget-Film’; gedreht wurde ausschließlich an Wochenenden; insgesamt dauerten die Dreharbeiten 2 Jahre.

### Die Filmmusik
Musiker, darunter die Band Los Elegantos, Georgi Gürov und Günter Gall, beteiligten sich mit selbst komponierten Stücken an der musikalischen Ausstattung des Films.

### Der Roman
Vorlage des ‚Doku-Schauspiels‘ war der 1956 erschienene Roman „Der schwarze Obelisk. Eine verspätete Jugend“.

### Stab und Besetzung
Roswitha Radtke, Margret Kellermann-Aumüller, Karl-Heinz Jansen, Stefanie Wahl, Martin Hackmann, Nicole Jansen, Monika Janssen, Beate Mathew und Ludger Aumüller bildeten das Organisationsteam.